# Jiří Hrzán

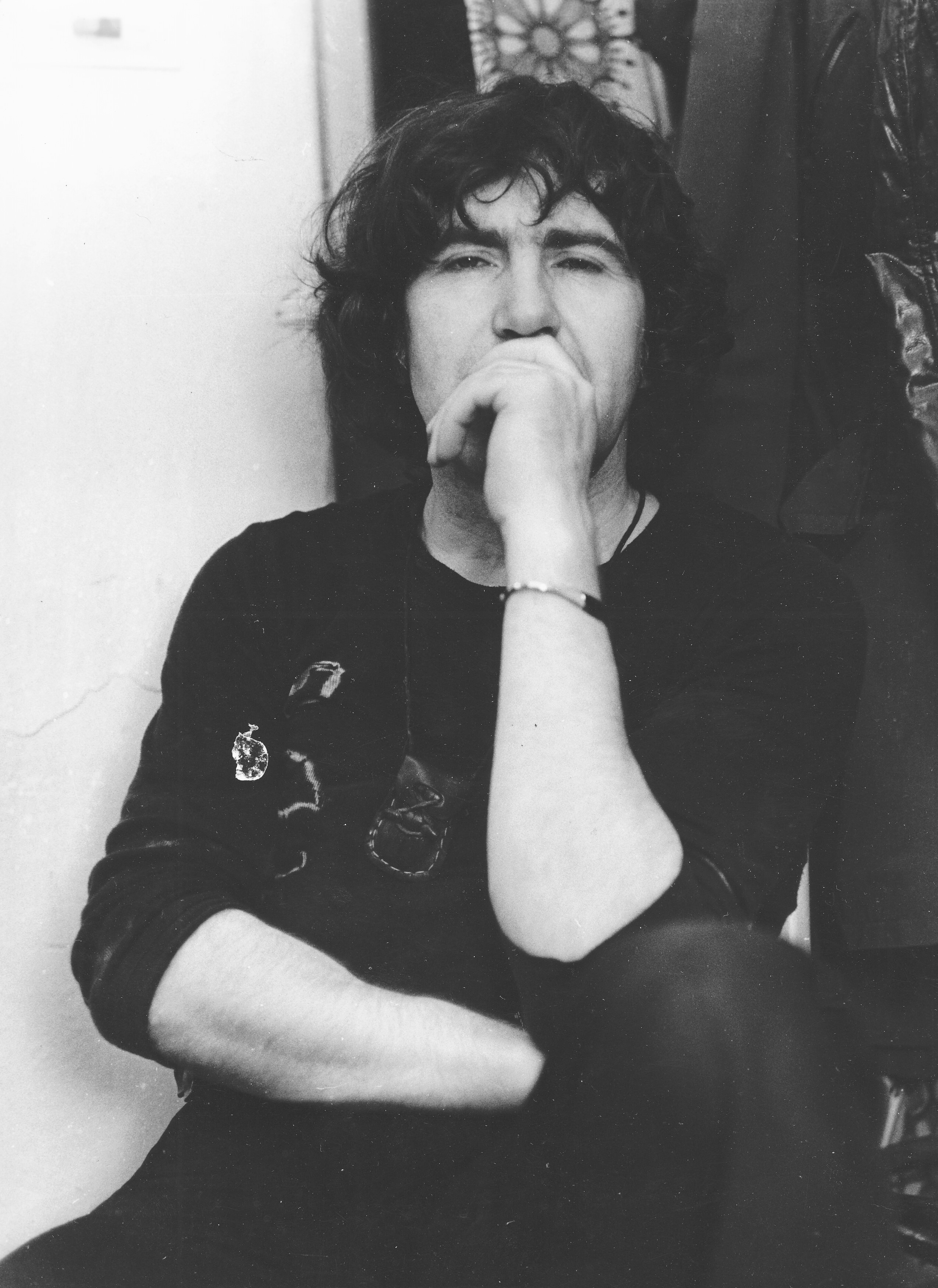
Jiří Hrzán Mitte der 1970er Jahre

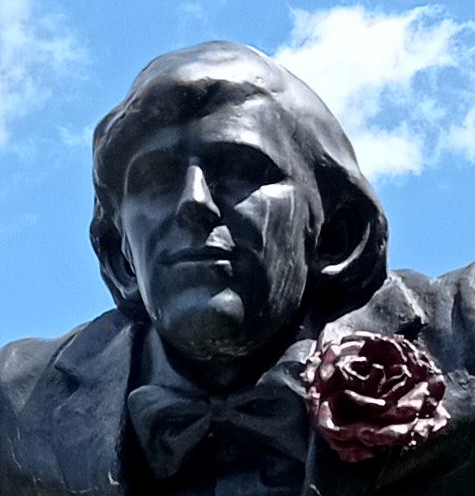
Statue des Schauspielers in Tábor

Jiří Hrzán (* 30. März 1939 in Tábor; † 23. September 1980 in Prag) war ein tschechischer Schauspieler.

## Biografie
Hrzán war in seiner Jugend aktiver Leichtathlet. Nach dem Schulabschluss bewarb er sich an der Theaterfakultät der Akademie der Musischen Künste in Prag (DAMU), wurde jedoch abgelehnt. Er begann am Jugendtheater von Tabor aufzutreten, wo ihn Emil František Burian entdeckte. Dieser holte ihn, obwohl er stotterte und eine schlechte Aussprache hatte, an sein Theaterstudio nach Prag. Von hier aus bewarb er sich erneut und dieses Mal erfolgreich an der DAMU.
Während seiner Ausbildungszeit trat er mehrfach in Filmen auf, u. a. in Žalobníci (1960), Valčík pro milióny (1960) und Reportáž psaná na oprátce (1961). In seiner Militärzeit war er Mitglied des Artistengruppe der Armee. Danach trat er im Prager Činoherní klub auf, wo er auch sein Talent zu schauspielerischer Improvisation bewies. Herausragend waren seine Darstellung des Daniel Halibut in Sean O’Caseys Bedtime Story und des Dobtschinski in Gogols Der Revisor.
In den 1960er Jahren hatte er auch mehrere Filmrollen, darunter in Jindřich Poláks Nebeští jezdci. Nach der Niederschlagung des
Prager Frühlings 1968 wurde ein Unfall, der zum Ausfall mehrerer Aufführungen führte, zum Vorwand genommen, ihm die Arbeit im Činoherní klub zu untersagen. Er verdiente seinen Lebensunterhalt in den nächsten Jahren als Sänger und gelegentlich als Fernsehmoderator. In den 1970er Jahren hatte er dann wieder Rollen in Fernsehproduktionen wie Revizor (1971), Es war einmal ein Haus (Alternativtitel: Hausherrn und Mieter; Original: Byl jednou jeden dům; 1974), Die Frau hinter dem Ladentisch (Žena za pultem; 1977), Das Geheimnis des Weidenkorbs (Tajemství proutěného košíku; 1977) und Die Märchenbraut (Arabela; 1980). Er starb 1980 an den Folgen eines Sturzes bei einer Klettertour an einer Hausfassade.
Die Schauspielerin Barbora Hrzánová ist seine Tochter.